# كائد (اسم)
كائد هو اسم علم مذكر من أصل عربي، ومعناه هو على وزن اسم الفاعل، المخادع الماكر الخبيث المحارب.

## وصلات خارجية
- موسوعة السلطان قابوس لأسماء العرب نسخة محفوظة 5 أبريل 2019 على موقع واي باك مشين.